# Krayot
Les Krayot sont un ensemble de villes d'Israël situées dans la vallée de Zvouloun le long de la baie de Haïfa au nord est de cette ville.
Du nord au sud, les villes qui en font partie sont Kiryat-Yam, Kiryat-Bialik, Kiryat-Motzkin, Kiryat-Ata. On compte également les quartiers  de Haïfa Kiryat Haïm et Kiryat-Shmouel (he) parmi les Krayot.
Il est régulièrement question de réunir les Krayot en une seule ville nommée Ir Zvouloun ou Ir ha-Krayot.